# Oxytate chlorion
Oxytate chlorion là một loài nhện trong họ Thomisidae.
Loài này thuộc chi Oxytate. Oxytate chlorion được Eugène Simon miêu tả năm 1906.